# Eparchia di Ejsk

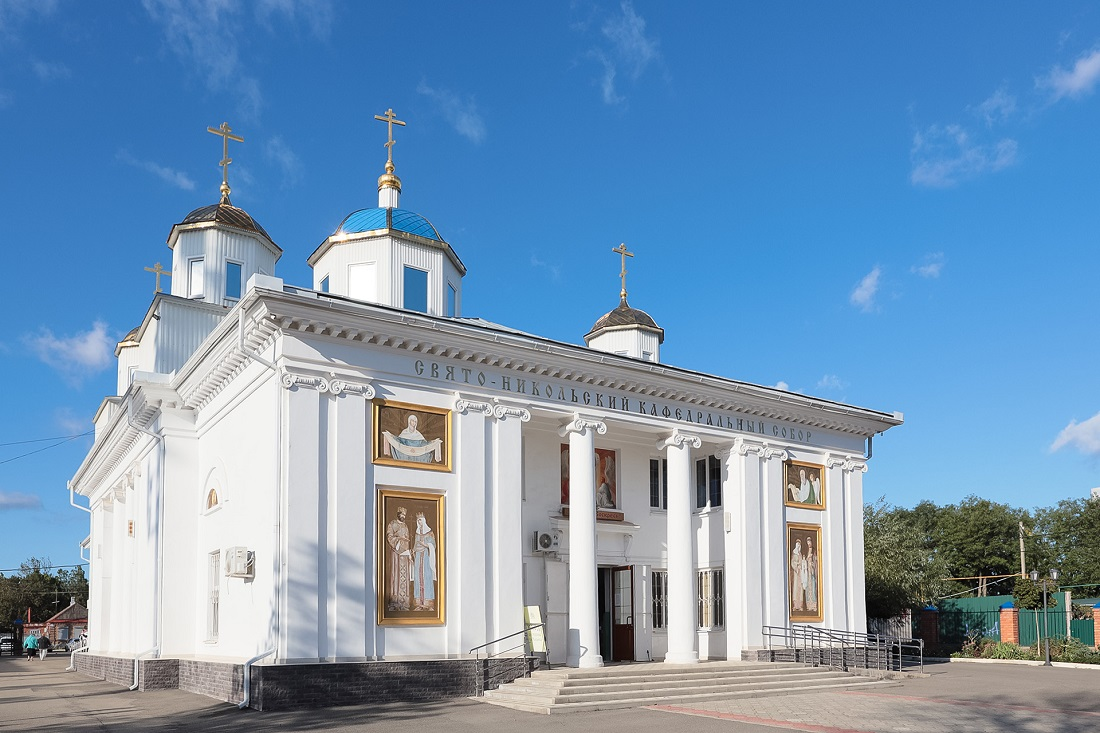
La cattedrale di San Nicola di Ejsk.

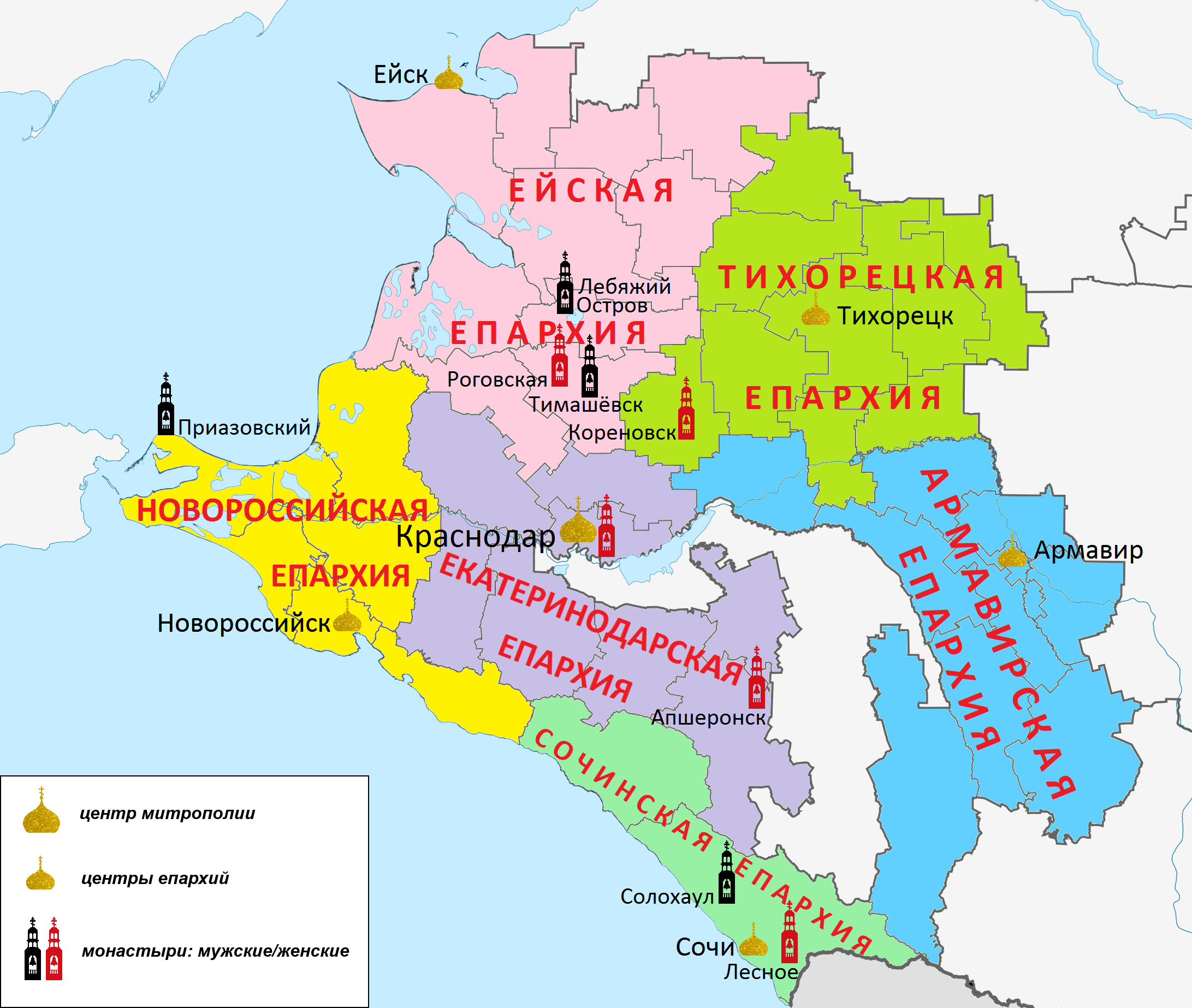
Mappa delle eparchie della metropolia del Kuban': nella parte nord-occidentale, in verde, il territorio dell'eparchia di Ejsk.

L'eparchia di Ejsk (in russo Ейская епархия?) è una diocesi della Chiesa ortodossa russa, appartenente alla metropolia del Kuban'.

## Territorio
L'eparchia comprende i rajon Brjuchoveckij, Ejskij, Kalininskij, Kanevskij, Kuščëvskij, Leningradskij, Primorsko-Achtarskij, Starominskij, Timaševskij e Ščerbinovskij nel territorio di Krasnodar.
Sede eparchiale è la città di Ejsk, dove si trova la cattedrale di San Nicola.
L'eparca ha il titolo ufficiale di «eparca di Ejsk e Timašëvsk».

## Storia
L'eparchia è stata eretta dal Santo Sinodo della Chiesa ortodossa russa il 12 marzo 2013, ricavandone il territorio dall'eparchia di Ekaterinodar.